# Осада Белграда (1456)
Осада Белграда 1456 года — битва между венгерскими и османскими войсками, произошедшая 4—22 июля 1456 года. После взятия Константинополя в 1453 году османский султан Мехмед II собрал силы для подчинения Венгерского Королевства. Непосредственной целью удара была выбрана пограничная крепость в Белграде (венг. Nándorfehérvár). Оборону крепости подготовил венгерский дворянин и военачальник Янош Хуньяди, участвовавший до этого в многочисленных битвах против турок.
Осада переросла в большую битву, в ходе которой Хуньяди возглавил спонтанное контрнаступление, в результате которого был захвачен турецкий лагерь. Получивший ранение Мехмед II был вынужден снять осаду и отступить. По мнению некоторых современников, осада Белграда решила судьбу христианства.

## Подготовка к битве
Подготовка к осаде была начата венгерской стороной в конце 1455 года после примирения Хуньяди с политическими противниками. Хуньяди за свой счёт снабдил белградскую крепость припасами, вооружил её и оставил в ней сильный гарнизон под командованием свояка Михая Силадьи и старшего сына Ласло, а сам занялся сбором подкрепления и созданием флота. Хуньяди не пользовался поддержкой знати, опасавшейся его усиления, и располагал только собственными ресурсами.
Благодаря помощи католической церкви и особенно францисканского монаха Иоанна Капистранского, проповедовавшего крестовый поход против турок, Хуньяди удалось привлечь крестьян и мелких землевладельцев. Они были плохо вооружены (многие имели только пращи и косы), однако полны решимости. Ядро войска Хуньяди составляла небольшая группа наёмников и несколько отрядов дворянской конницы. Всего венграм удалось собрать 25-30 тыс. человек.

## Осада

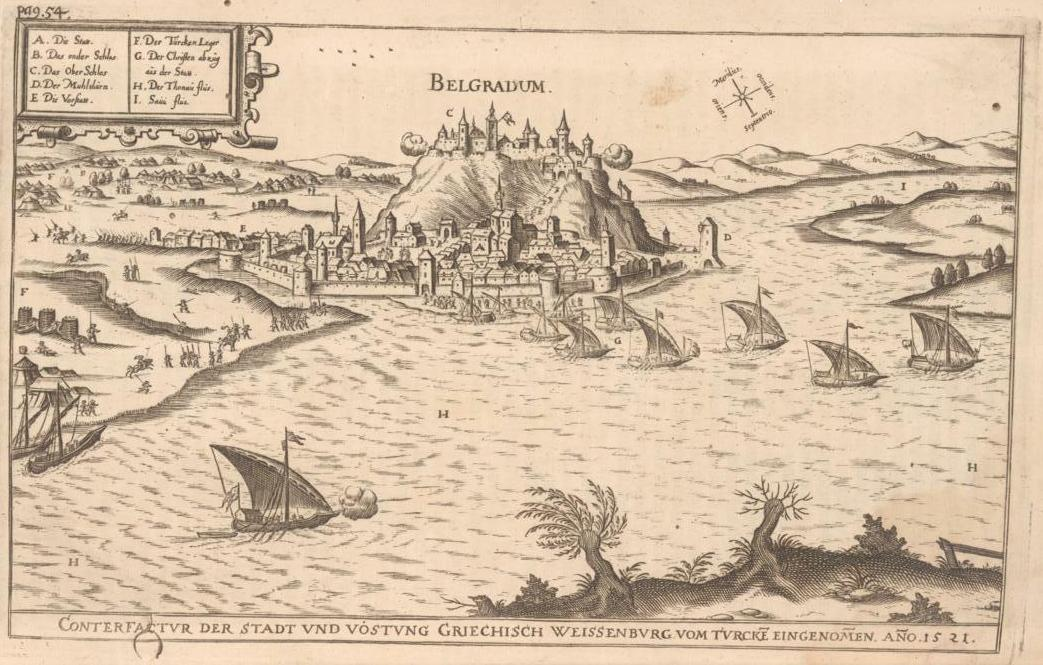
Белградская крепость в Средневековье. Виден верхний и нижний город и дворец.

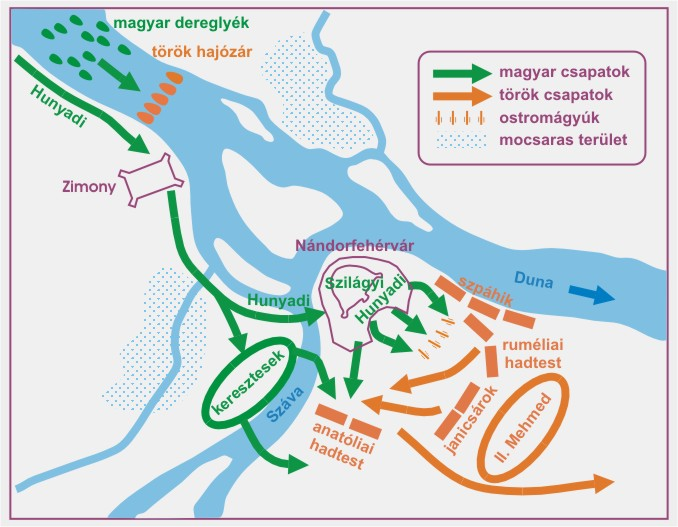
Схема битвы. Оранжевым цветом обозначены позиции турецких войск, зелёным — наступление венгров.

До того как Хуньяди удалось собрать войско, армия Мехмеда II (её численность по ранним оценкам составляла 160 тыс., согласно новым исследованиям — 60-70 тыс. человек) подошла к Белграду. Руководивший обороной замка Силадьи имел в своём распоряжении 5-7 тыс. человек венгерского гарнизона, а также солдат-сербов. 4 июля 1456 года началась осада. 29 июня 1456 года турки начали обстреливать крепость с возвышения.
Мехмед разделил войско на три части. Находившийся на правом фланге румелийский корпус имел большую часть из 300 пушек (остальные находились на кораблях). На левом были развёрнута тяжёлая пехота из Анатолии. В центре находилась личная гвардия султана, янычары под командованием Заганос-паши и ставка командования. Флот (более 200 кораблей) находился к северо-западу от города: он должен был патрулировать топи и не допустить подхода к крепости подкреплений, а также контролировать на юго-западе реку Саву, чтобы предотвратить обход пехоты с фланга. С востока Дунай прикрывали сипахи, задачей которых было не допустить обхода турок с правого фланга.

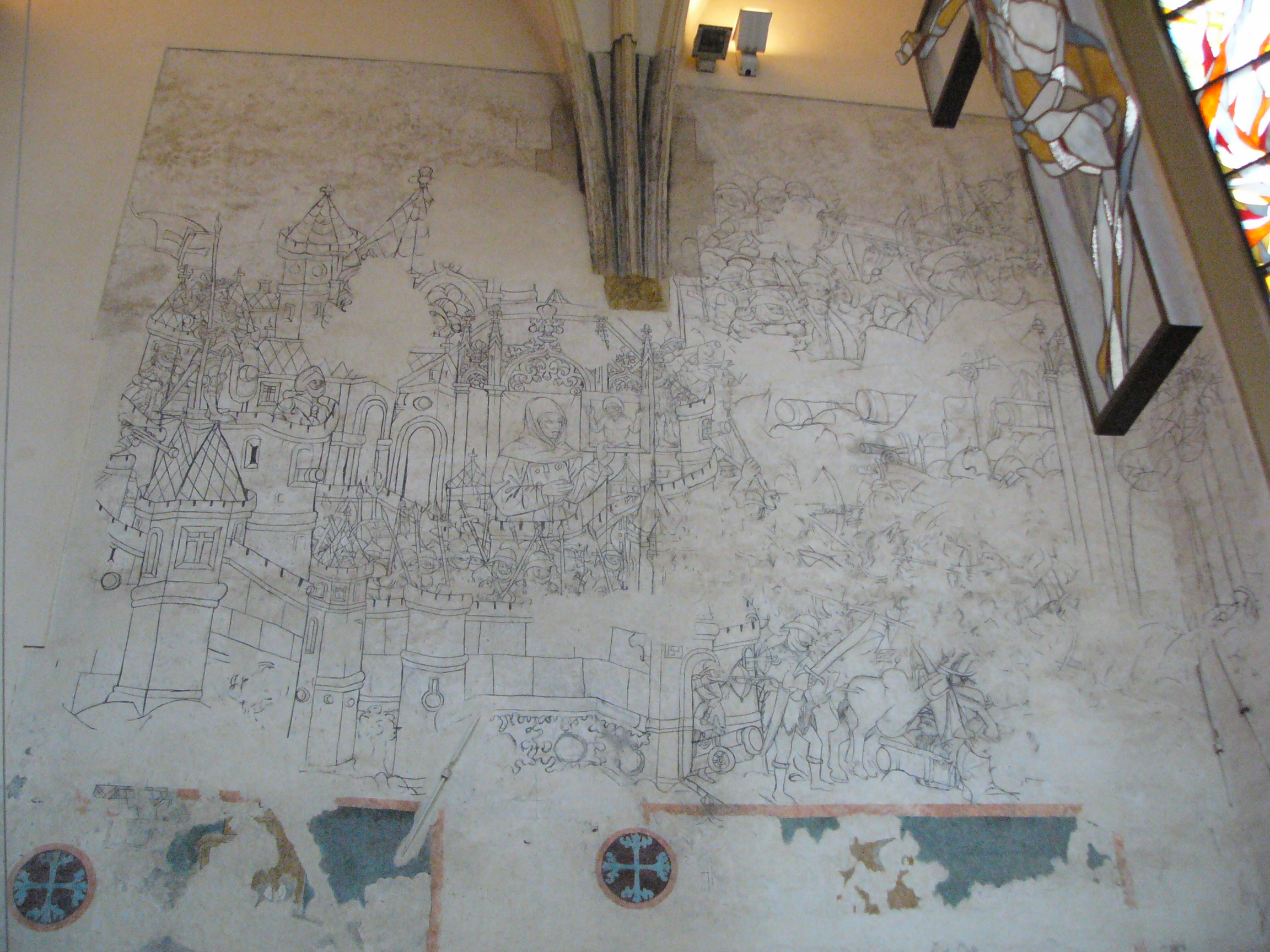
Готическая фреска в Церкви Непорочного зачатия Девы Марии в Оломуце (Чехия), созданная в 1468 году. Вероятно, одно из первых изображений битвы. В центре изображён Иоанн Капистранский, слева с флагом в руке — Янош Хуньяди.

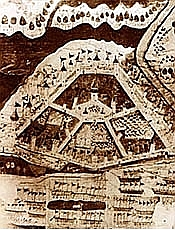
Осада Белграда в 1456 году (из турецкого манускрипта XV века).

Весть о начале осады застала Хуньяди на юге Венгрии, где он набирал лёгкую кавалерию для армии, с помощью которой собирался снять осаду. После соединения с силами папского легата кардинала Иоанна Капистранского, в основном состоявшими из крестьян, Хуньяди двинулся на Белград. В целом, под командованием Капистранского и Хуньяди находилось 40-50 тыс. человек.
Малочисленные защитники полагались в основном на силу белградского замка, бывшего в то время одним из лучших на Балканах. После того как Стефан Лазаревич в 1404 году перенёс в Белград столицу Сербской деспотии, была проделана большая работа по превращению небольшого старого византийского замка в надёжное современное укрепление. Замок имел три линии защиты: нижний город с кафедральным собором, городским центром и портом на Дунае, верхний город с четырьмя воротами и двойной стеной, в котором располагалось войско, а также внутренний замок с дворцом и большим донжоном. Белградский замок стал одним из значительных достижений военной архитектуры Средневековья.
14 июля 1456 года Хуньяди подошёл к полностью окружённому городу со своей дунайской флотилией. В тот же день ему удалось прорвать морскую блокаду, потопив три больших османских галеры и захватив четыре больших и двадцать малых судов. Уничтожив флот султана, Хуньяди получил возможность переправить войска и поставлять в город необходимое продовольствие. Была усилена защита крепости.
Однако осада не была снята. В результате длившегося неделю интенсивного артиллерийского обстрела стена крепости была пробита в нескольких местах. 21 июля Мехмед II приказал начать общий штурм крепости, который начался с заходом солнца и продолжался всю ночь. Наступающая турецкая армия захватила город и начала штурм крепости. В критический момент штурма Хуньяди приказал защитникам сбрасывать подожжённое просмоленное дерево и другие легковоспламеняющиеся материалы. В результате янычары, сражавшиеся в городе, оказались отрезаны стеной огня от своих товарищей, пытающихся пробиться в верхний город через проломы в стене.
Жестокая битва в верхнем городе между окружёнными янычарами и солдатами Силадьи окончилась успехом христиан: венграм удалось отбросить наступающих от стен. Остававшиеся внутри янычары были уничтожены, а турецкие войска, пытавшиеся пробиться в верхний город, понесли тяжёлые потери.
Когда турецким солдатам почти удалось водрузить флаг султана на вершине бастиона, солдат-серб Титус Дугович вырвал его и вместе с ним прыгнул со стены. За это самопожертвование сын Яноша Хуньяди, венгерский король Матьяш Корвин, три года спустя произвёл сына Титуса в дворяне.

## Битва

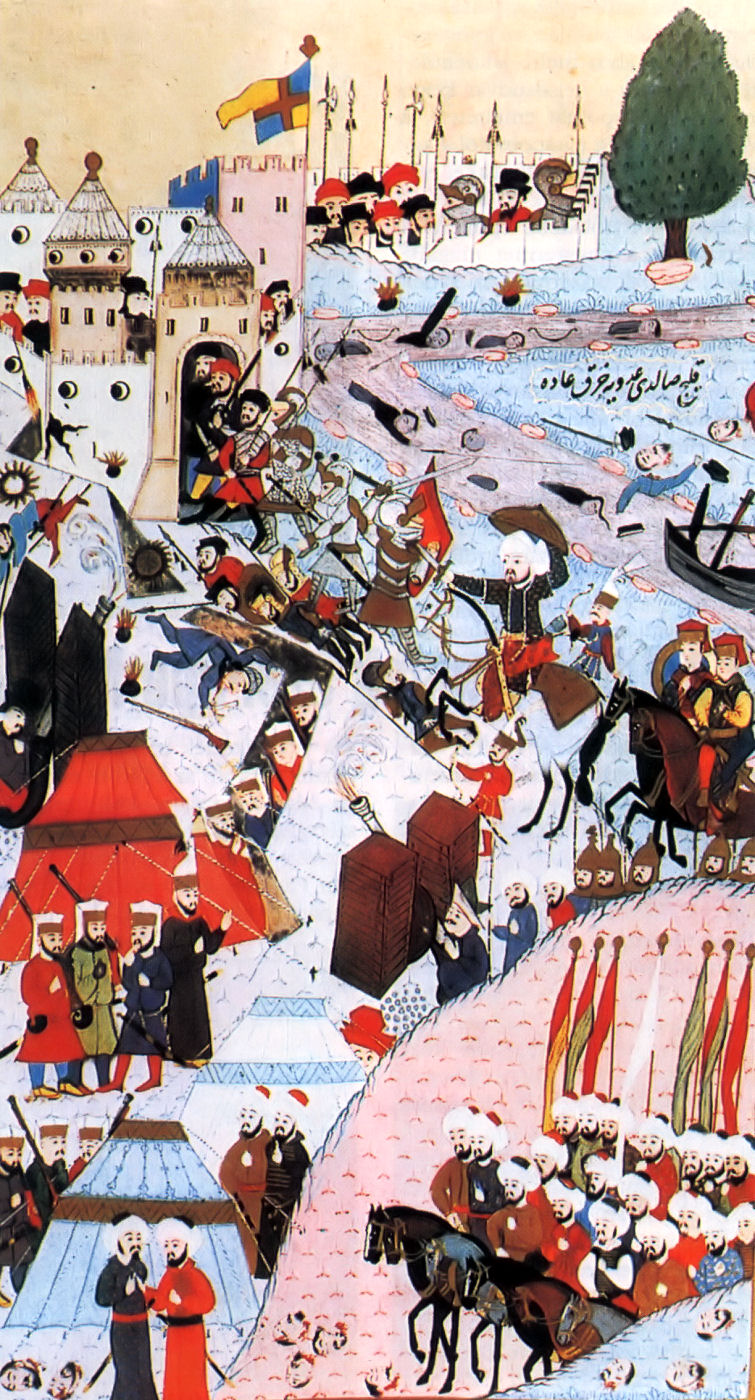
Осада Белграда. Турецкая миниатюра 1584 года

На следующий день битва приняла неожиданный оборот. Несмотря на приказ не пытаться грабить турецкие позиции, часть войска вышла из-за разрушенного вала и заняла позиции вдоль турецкой линии. Попытки сипахов рассеять их не увенчались успехом. К находящимся за стеной венграм начали присоединяться все новые солдаты, и инцидент быстро перерос в полномасштабную битву.
Видя, что остановить людей не удаётся, Капистранский во главе 2 тысяч крестьян начал наступление в тыл турецкой армии, расположенный вдоль Савы. Одновременно Хуньяди начал атаку из крепости, целью которой был захват находившихся в турецком лагере артиллерийских позиций.
Захваченные врасплох и, по мнению некоторых летописцев, парализованные необъяснимым страхом турки начали бежать. Личная охрана султана, состоявшая из примерно 5 тыс. янычар, отчаянно пыталась прекратить панику и отбить лагерь, однако армия Хуньяди уже вступила в бой, и усилия турок оказались безуспешными. Султан лично участвовал в битве и убил в схватке рыцаря, но был ранен стрелой в бедро и потерял сознание.
После битвы венгерские части получили приказ провести ночь за стенами в боеготовности, но турецкой контратаки не последовало. Под покровом темноты турки поспешно отступили, увозя 140 повозок с ранеными. Султан пришёл в сознание в городе Сарона. Узнав, что его армия бежала, большинство командиров убиты, а всё имущество потеряно, 24-летний правитель хотел отравиться. Неожиданная атака венгров привела к беспорядку и тяжёлым потерям, поэтому той ночью побеждённый Мехмед отступил с оставшимися войсками в Константинополь.

## После битвы

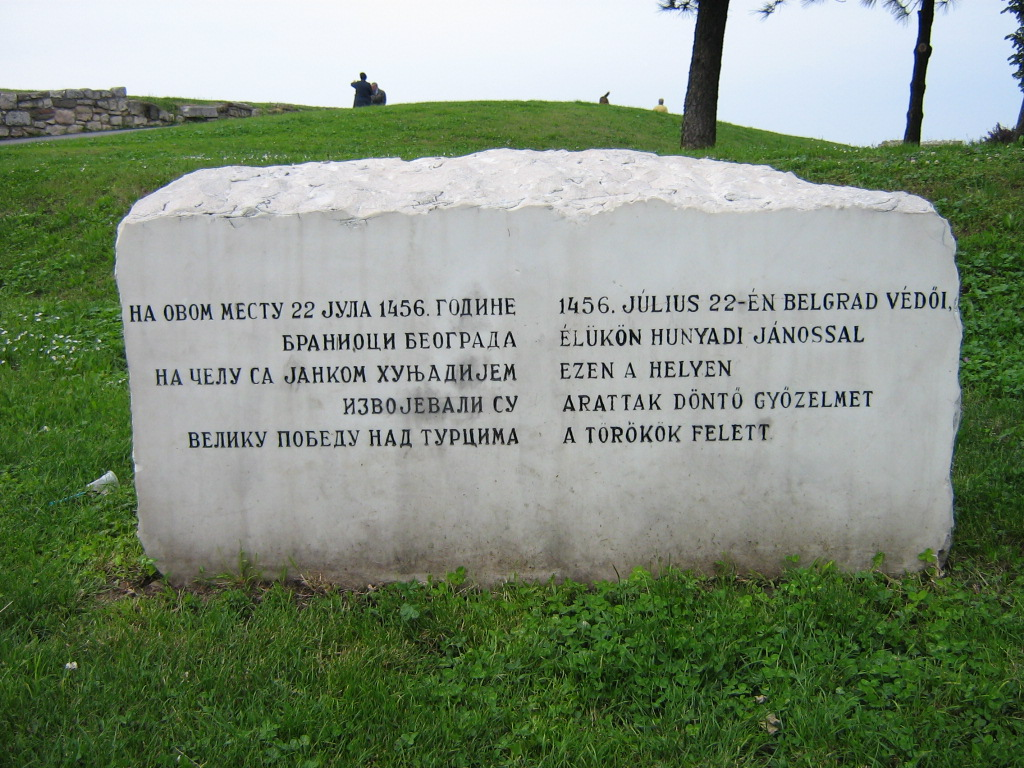
Камень в белградском парке Калемегдан с надписью в память о победе над турками в 1456 году.

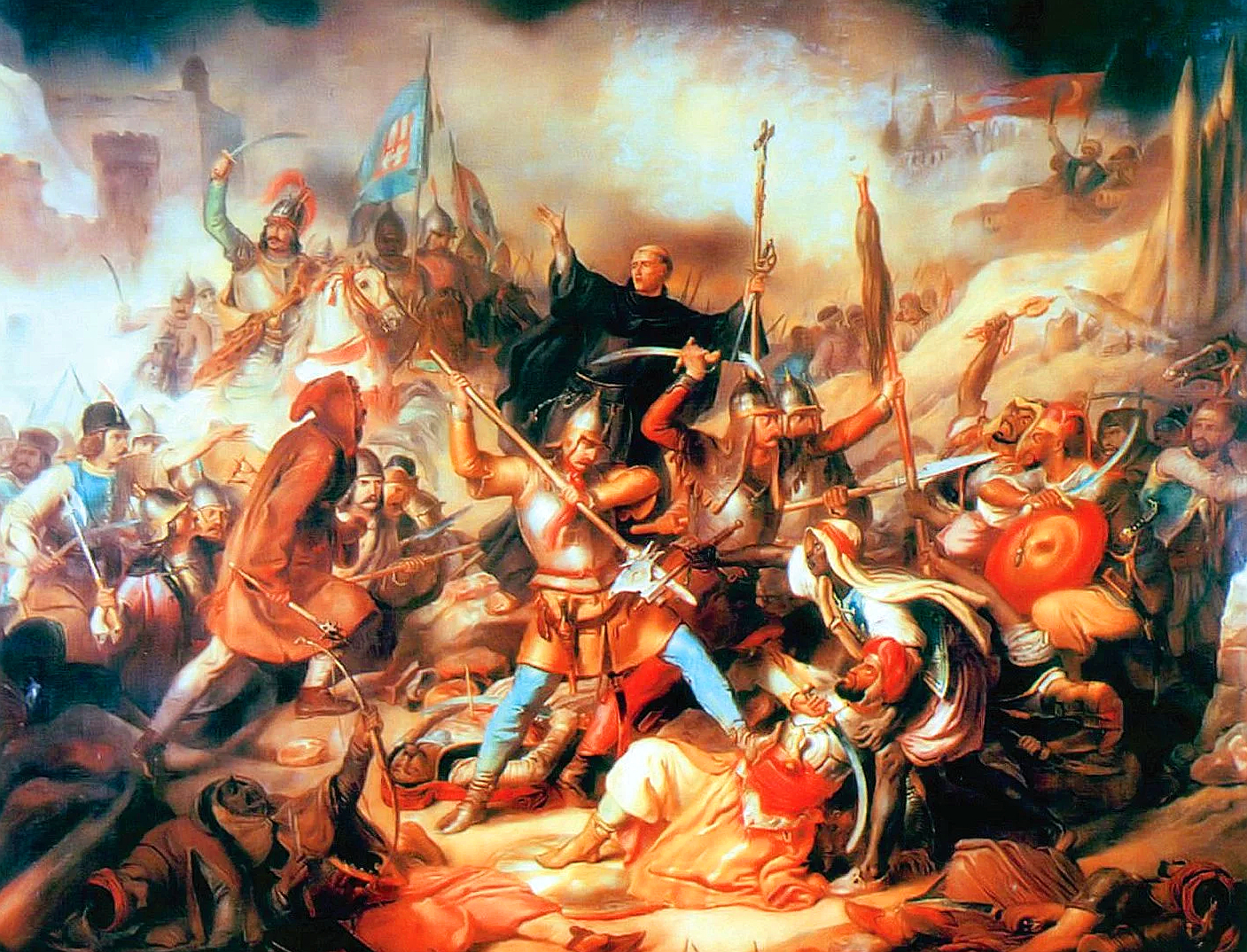
Белградская битва (венгерская картина XIX века). В середине с крестом в руке — Иоанн Капистранский.

После битвы лагерь венгров поразила эпидемия, от которой три недели спустя (11 августа 1456 года) умер сам Янош Хуньяди. Он был похоронен в кафедральном соборе города Алба-Юлия, столицы Трансильвании.
Белградская крепость хорошо показала себя во время осады, поэтому венгры произвели дополнительные укрепления: в слабых восточных стенах, через которые туркам удалось пробиться в верхний город, были построены Зиндан-ворота и артиллерийская башня Небойши. Это была последняя большая модификация крепости до 1521 года, когда она была захвачена султаном Сулейманом I Великолепным.
Во время осады папа римский Калликст III приказал в полдень бить в колокола, взывая верующих к молитве за защитников христианства. Однако во многих местах весть о победе получили раньше, и колокола били уже в знак о победе, поэтому интерпретация папского распоряжения была скорректирована. Традиция бить в колокола в полдень сохраняется до сих пор.

## Значение
Победа под Белградом на 70 лет остановила наступление турок на Европу, несмотря на ряд вторжений, в частности, захват Отранто в 1480—1481 годах и нападение на Хорватию и Штирию в 1493 году. Белградская крепость продолжала защищать Венгрию от турок вплоть до её взятия в 1521 году.
Дальнейшее продвижение турок в Европу задержалось из-за усиления Венгрии при сыне Хуньяди Матьяше Корвине, необходимости создать надёжную базу в недавно захваченных Сербии и Боснии, а также в результате серии поражений, нанесённых Мехмеду II вассалами — господарем Валахии Владом III Цепешем (в «ночной атаке») и господарем Молдовы Стефаном III Великим (битвы на Васлуе и у Валя Албэ).
В то же время христианам не удалось развить успех и вернуть Константинополь. Король Венгрии Матьяш I не был сторонником большой войны с Турцией и занимался в основном защитой собственных владений. Большая часть Венгрии была занята турками в 1526 году после Мохачской битвы.
Османская экспансия в Европу продолжалась с переменным успехом до осады Вены в 1529 году. Турки оставались значительной силой и угрожали Центральной Европе вплоть до битвы под Веной в 1683 году.